# Chrysolina sahlbergi
Chrysolina sahlbergi es un coleóptero de la familia Chrysomelidae.
Fue descrita científicamente en 1832 por Ménétriés.